# Ołownik (roślina)

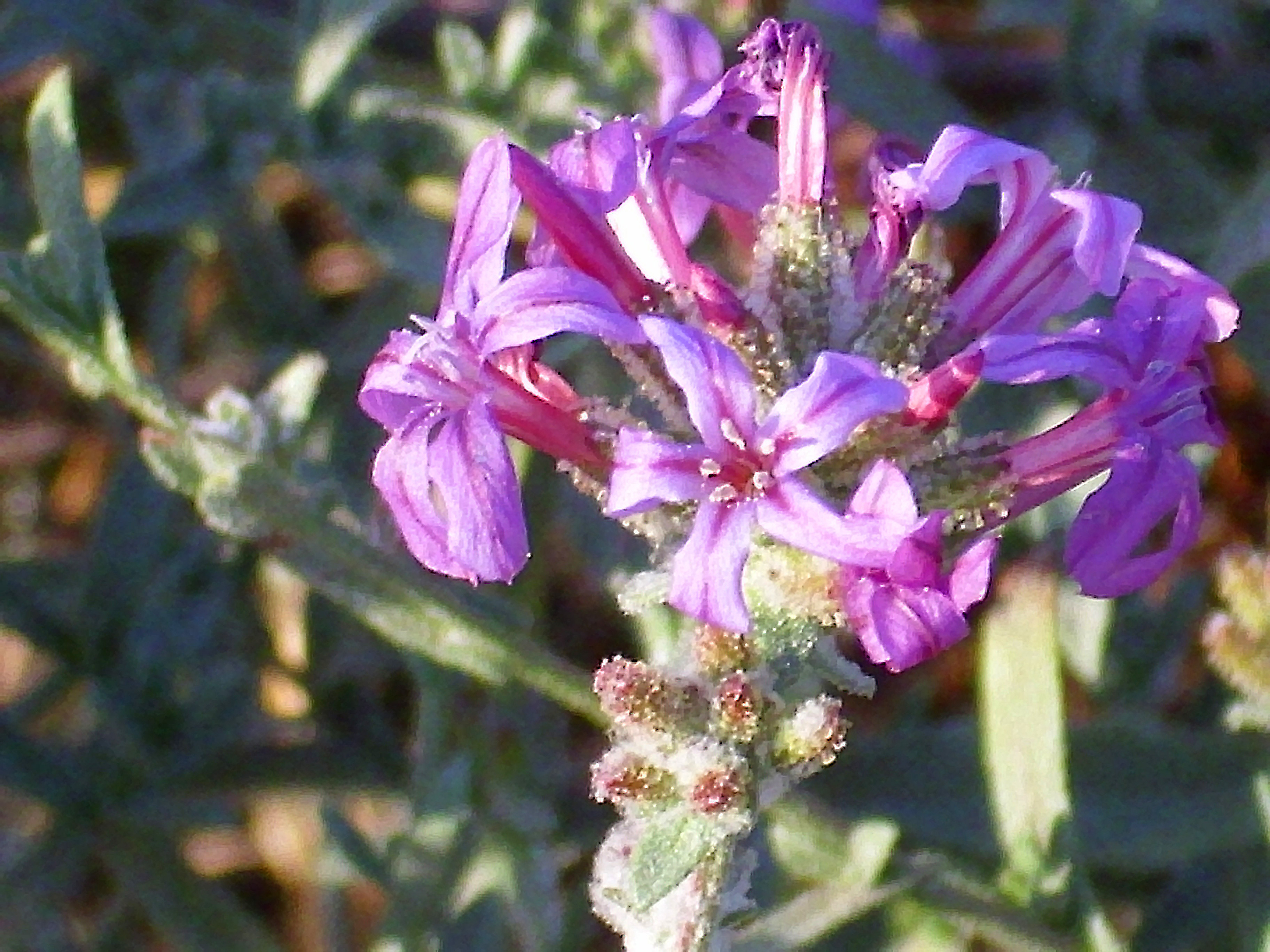
Plumbago europaea

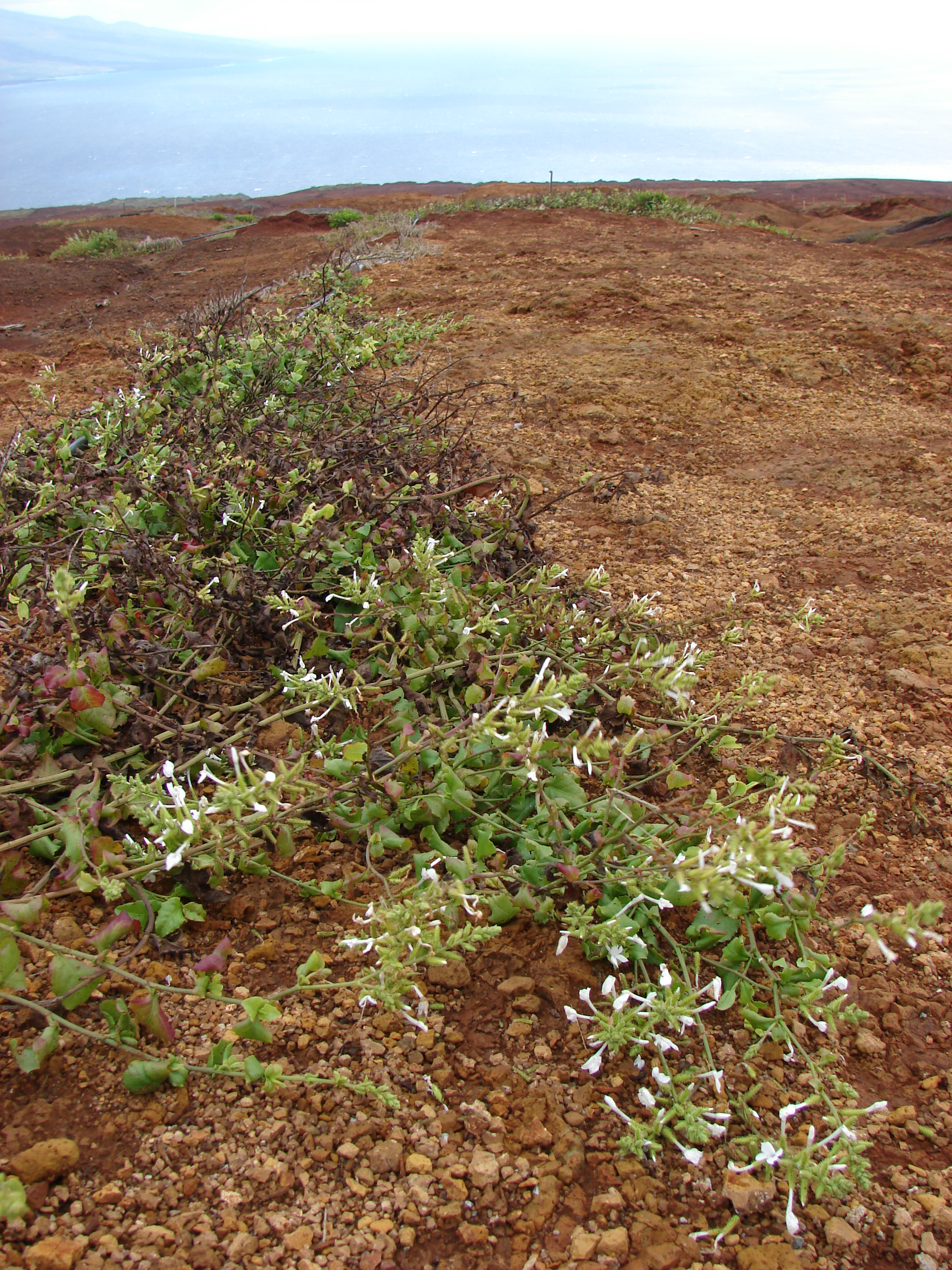
Plumbago zeylanica

Ołownik, ołownica (Plumbago) – rodzaj roślin z rodziny ołownicowatych (Plumbaginaceae). Obejmuje od ok. 12 do ok. 17 gatunków. Występują na wszystkich kontynentach w strefie tropikalnej i subtropikalnej. Rosną zwykle na obszarach suchych i skalistych.
Niektóre gatunki uprawiane są jako ozdobne, szczególnie popularny jest ołownik uszkowaty, jednak na obszarach występowania przymrozków rośliny z tego rodzaju wymagają uprawy w szklarniach.

## Morfologia
PokrójByliny i półkrzewy o pędach wzniesionych, płożących się lub wspinających, osiągające do 3 m wysokości.
LiścieUłożone naprzemianlegle, siedzące lub krótkogonkowe o blaszce eliptycznej do łopatkowatej, u nasady zwężonej, całobrzegiej, na szczycie tępej lub zaostrzonej, u nasady z zaokrąglonymi przylistkami.
KwiatyZebrane w groniastych lub wiechowatych kwiatostanach, a ponieważ szypuły i szypułki kwiatowe są krótkie – kwiatostany są nieco kłosokształtne. Kielich trwały, rurkowaty, 5-kanciasty, na końcu z ząbkami trójkątnymi. Korona z płatkami w dole rurkowato zrośniętymi i rozpostartymi końcami. Płatki koloru białego, niebieskiego i czerwonego. Pręcików jest 5 i mają one długość rurki korony. Zalążnia jest elipsoidalna, jajowata do gruszkowatej, z pojedynczą szyjką słupka na końcu z 5 znamionami.
OwoceTorebki z długimi dzióbkami zawierające pojedyncze nasiono.

## Systematyka
Pozycja według APweb (aktualizowany system APG IV z 2016)
Rodzaj z rodziny ołownicowatych (Plumbaginaceae) należącej do rzędu goździkowców reprezentującego dwuliścienne właściwe. W obrębie rodziny rodzaj należy do podrodziny Plumbaginoideae.
Wykaz gatunków 
- Plumbago africana (Lam.) Christenh. & Byng
- Plumbago amplexicaulis Oliv.
- Plumbago aphylla Bojer ex Boiss.
- Plumbago arabica (Boiss.) Christenh. & Byng
- Plumbago auriculata Lam. – ołownik uszkowaty[5], ołownica uszkowata, ołownik przylądkowy
- Plumbago caerulea Kunth
- Plumbago ciliata Engl. ex Wilmot-Dear
- Plumbago dawei Rolfe
- Plumbago europaea L. – ołownik europejski[5]
- Plumbago glandulicaulis Wilmot-Dear
- Plumbago hunsbergensis van Jaarsv., Swanepoel & A.E.van Wyk
- Plumbago indica L. – ołownik czerwony[5], ołownik indyjski, ołownica indyjska
- Plumbago ituriensis Ntore
- Plumbago madagascariensis M.Peltier
- Plumbago montis-elgonis Bullock
- Plumbago pearsonii L.Bolus
- Plumbago pendula (Kuntze) Christenh. & Byng
- Plumbago pulchella Boiss.
- Plumbago socotrana (Balf.f.) ined.
- Plumbago stenophylla Wilmot-Dear
- Plumbago tristis W.T.Aiton
- Plumbago wissii Friedrich
- Plumbago zeylanica L. – ołownik niebieski[5]